# Tweede Kamerverkiezingen 2006/Kandidatenlijst/SGP
De kandidatenlijst voor de Tweede Kamerverkiezingen 2006 van de SGP werd op 25 september 2006 bekendgemaakt. De eerste twee personen waren ook daadwerkelijk gekozen.

## De lijst
- vet: verkozen
- schuin: voorkeurdrempel overschreden

1. Bas van der Vlies - 141.636 stemmen
2. Kees van der Staaij - 5.878
3. Elbert Dijkgraaf - 970
4. Henk Leertouwer - 962
5. Hans Tanis - 255
6. Diederik van Dijk - 237
7. Arjan Bregman - 101
8. Arnold Weggeman - 187
9. Leendert de Knegt - 389
10. Peter Schalk - 164
11. A.P. de Jong - 122
12. Eibert Klein - 250
13. George van Heukelom - 262
14. M. Bogerd - 208
15. J.D. Heijkamp - 104
16. Roelof Bisschop - 145
17. Adri van Heteren - 140
18. F.W. den Boef - 43
19. L. Bolier - 60
20. P.C. den Uil - 52
21. Gerrit Holdijk - 86
22. Peter Zevenbergen - 63
23. D. van Meeuwen - 79
24. A.J.C. van Bemmel - 65
25. L.G.I. Barth - 35
26. N. Verdouw - 107
27. C.S.L. Janse - 45
28. Dirk Jan Budding - 119
29. A.A. Egas - 174
30. Wim Fieret - 328

1918 · 1922 · 1925 · 1929 · 1933 · 1937 · 1946 · 1948 · 1952 · 1956 · 1959 · 1963 · 1967 · 1971 · 1972 · 1977 · 1981 · 1982 · 1986 · 1989 · 1994 · 1998 · 2002 · 2003 · 2006 · 2010 · 2012 · 2017 · 2021 · 2023
CDA · PvdA · VVD · SP · Fortuyn · GroenLinks · D66 · ChristenUnie · SGP · Nederland Transparant · PvdD · EénNL · PVV · Lijst 14 · Partij voor Nederland · CDDP · LibDem · VSP · Ad Bos Collectief · GVIP · Lijst 21 · Tamara's Open Partij · Solide Multiculturele Partij · hetZeteltje